# Christoffer Eichhorn
Christoffer Eichhorn (26. oktober 1837-3. december 1889) var en svensk forfatter og samler.
Eichhorn blev student fra Upsala og var i sin studentertid stærkt optaget af litterære interesser. 1876 udgav han Dikter och berättelser. Af større vigtighed end hans digtning er dog hans virksomhed på andre områder. 
Han har givet for sin tid fortræffelige udgaver af svenske forfattere (således af Stagnelius, Ehrensvärd, Sommelius og Bellman) og skrevet en række værdifulde mindre afhandlinger (samlede under titlen Svenska Studier 1869-81); særlig opsigt vakte hans afhandling Bellman och hans senaste biograf, der er rettet imod Fryxells Bellmanskildring. 
Også kunsthistoriske studier drev han og skrev blandt andet Svenska byggnadskonstens historia. Hans efterladte håndskrevne Samlingar till svenska konstnärsbiografier och till svensk byggnadshistoria opbevares på Det Kongelige Bibliotek i Stockholm. Han efterlod sig betydelige samlinger af kunst, kunstindustri og gamle bøger, der solgtes ved auktion.